# Keitum
Keitum (in frisone settentrionale Kairem, in danese Kejtum; 1 250 abitanti circa) è un villaggio tedesco sul Mare del Nord situato nell'isola di Sylt, isola appartenente al Land Schleswig-Holstein (Germania nord-occidentale) e facente parte dell'arcipelago delle Isole Frisone Settentrionali. 

Dal punto di vista amministrativo, si tratta di una frazione, che - insieme alle località di Westerland, Munkmarsch, Rantum, Archsum e Tinnum - va a formare la neo-nata municipalità di Sylt, municipalità del circondario della Frisia Settentrionale. Precedentemente (ovvero fino al 2009), faceva invece parte del comune soppresso di Sylt-Ost, mentre fino al 1970 era un comune a sé stante, che comprendeva anche la località di Munkmarsch.
Un tempo (fino al XIX secolo) centro principale dell'isola, è soprannominato il "cuore verde dell'isola" per via della grande quantità di alberi.

## Geografia fisica

### Collocazione
Il villaggio di Keitum si trova nella parte centrale della costa orientale dell'isola di Sylt, ovvero quella che fa parte del Nationalpark Schleswig-Holsteinisches Wattenmeer, ed è situato a qualche km ad est di Westerland e Tinnum e a circa 8 km a nord-ovest di Morsum, nonché a sud-est dell'Aeroporto di Sylt.

## Storia
Il villaggio è citato per la prima volta nel 1216, anche se i primi insediamenti in zona risalgono all'epoca preistorica.
Tra il XVII secolo e il XVIII secolo, furono costruite in loco numerose case col tetto di paglia nel tipico stile frisone, destinate ad ospitare i capitani di marina.
A partire dal 1820, fu creato a Keitum un grande porto per gli scambi commerciale, che però dovette ben presto (nel 1859) essere smantellato e trasferito a Munkmarsch a causa degli insabbiamenti nel Wattenmeer.
Nel 1862 era ancora la località più popolosa dell'isola, con 800 abitanti. Basti pensare che era all'epoca anche l'unico luogo in tutta l'isola dove si poteva reperire un medico e una farmacia.

Tuttavia, con la dismissione del porto, già tra il 1868 e 1869 gran parte delle attività principali - e con esse evidentemente anche molte persone - iniziarono a trasferirsi a Westerland, che proprio in quel periodo stava conoscendo il suo momento di grande espansione.
Nel 1927, con la costruzione della diga che tuttora collega Sylt alla terraferma via ferrovia, fu costruita a Keitum una stazione.
Nel 1950, la località, che inizialmente non godeva di grande nomea a livello turistico, fu dichiarata stazione climatica.

Ciò indusse molti artigiani, grazie anche agli affitti convenienti, a stabilirsi a Keitum e ad aprire diverse botteghe lungo la via principale del villaggio, la "Gurtstieg".
Nel 1970, la località perse lo status di comune e fu inglobata nella municipalità di Sylt-Ost.

Nello stesso anno, iniziò tuttavia anche lo sviluppo turistico di Keitum, con la costruzione del primo hotel. Man mano, furono realizzate anche numerose boutique e sale da tè.
Nel 2009, la località fu inglobata nella nuova municipalità di Sylt.

## Architettura
Caratteristiche di Keitum sono le case dal tetto di paglia, con facciata a mattoni o di color bianco, risalenti al XVII secolo-XVIII secolo. Particolarmente decorate sono le porte, che riportano ai tempi in cui a Sylt era praticata la caccia alla balena.
Altra particolarità di Keitum è la presenza numerosa di sale da tè.

## Edifici e luoghi d'interesse

### Chiesa di San Severino
Uno degli edifici principali di Keitum è la Chiesa di San Severino (Severinskirche), situata nella parte settentrionale del villaggio: fu eretta nel 1204 e presenta una torre tardo-gotica risalente al 1450.
Al suo interno, si trova un altare a portelli tardo gotico, risalente al 1480. La parte più antica tuttora conservata è invece il fonte battesimale, che risale al 1250.

#### Cimitero
All'esterno della Chiesa di San Severino, si trova il cimitero della parrocchia.

Il cimitero ospita le tombe di vari personaggi famosi, quali l'editore Rudolf Augstein (1923-2002), lo scrittore Ferdinand Avenarius (1856-1923), l'architetto Walther Baedecker (1880-1959), l'editore Peter Suhrkamp (1891-1959), il politico Gerhard Schröder, la scrittrice Clara Tiedemann (1891-1979), ecc..
Vi si trovano inoltre le tombe volute dalle famiglie abbienti del XVIII-XIX secolo, alcune delle quali presentano delle steli che possono raggiungere l'altezza di 2 metri, e le tombe dei capitani di marina.

### Altfriesisches Haus
Un altro edificio famoso è l'Altfriesisches Haus ("Antica casa frisone"): si tratta di una casa a due piani in mattoni e con il tetto di paglia, fatta costruire nel 1739 dal capitano Peter Uwen ed ampliata nel 1784.
Dal 1850, vi abitò con la propria famiglia l'insegnante e cronista Christian Peter Hansen (1803-1879), che lasciò ai posteri una notevole collezione sulla cultura locale. Questa collezione rese possibile l'apertura nel 1907 da parte dell'associazione Söl'ring Foriining (l'associazione che si occupa della preservazione dell'idioma e della cultura locale) di un museo dedicato alla cultura dell'isola tra il XVII e il XVIII secolo.
L'interno della casa offre al visitatore uno spaccato dello stile abitativo sull'isola nel XVIII secolo.

Caratteristici sono i letti ad armadio, in cui si doveva dormire in parte seduti.
Dal 1999, è inoltre allestito un mini-museo dedicato ai prodotti tessili.

### Sylter Heimatmuseum
Il Sylter Heimatmuseum ("Museo locale di Sylt") è ospitato in una casa dal tetto di paglia, fatta costruire nel 1759 dal capitano Uwe Peters.
Nel museo sono esposti gli abiti tradizionali portati dalla gente di Sylt, orologi a pendolo, armadi, piastrelle, ecc. oltre a foto e ad antichi documenti.
Singolare è il portone d'ingresso al giardino della casa, che presenta una sorta di "arco di trionfo" realizzato con le ossa di una mascella di balena, spiaggiata a Wennigstedt nel febbraio del 1995.

### Packhaus
Un altro edificio degno di nota è la Packhaus, un magazzino dell'area dell'ex-Porto di Keitum risalente al 1829: ospitò un ufficio doganal e (dal 1832) e, in seguito, il primo ufficio postale dell'isola (dal 1854).
Fu anche il luogo, attorno al quale, nel 1854, si radunarono circa 400-500 abitanti di Sylt per protestare contro la corona danese..

### Tipkenhoog
La Tipkenhoog è una camera sepolcrale risalente all'Età del Bronzo (1700-500 a.C.) dell'altezza di circa 6 metri.
Secondo la leggenda, sarebbe stato il luogo dove giace Tipken (da cui il nome), il guardiano dei giganti di Sylt.

### Harhoog
Un'altra camera sepolcrale è la Harhoog, risalente al Neolitico.
Inizialmente si trovava tra Keitum e Tinnum, ma fu trasferita a Keitum nel 1954 per consentire la costruzione dell'Aeroporto di Sylt.

### Feuerwehrmuseum
A Keitum si trova anche il Feuerwehrmuseum, il "Museo dei Vigili del Fuoco", che in un'area di 60 m² ospita vecchi mezzi, uniformi, foto, ecc.

## Galleria d'immagini

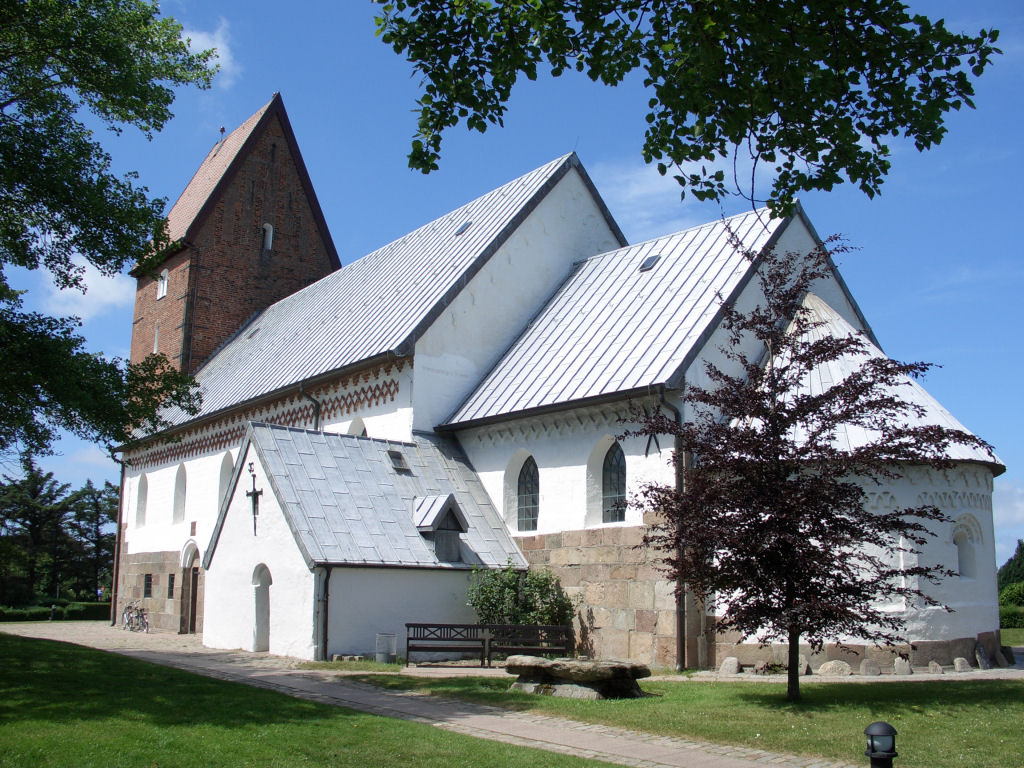
Chiesa di San Severino (Severinskirche)
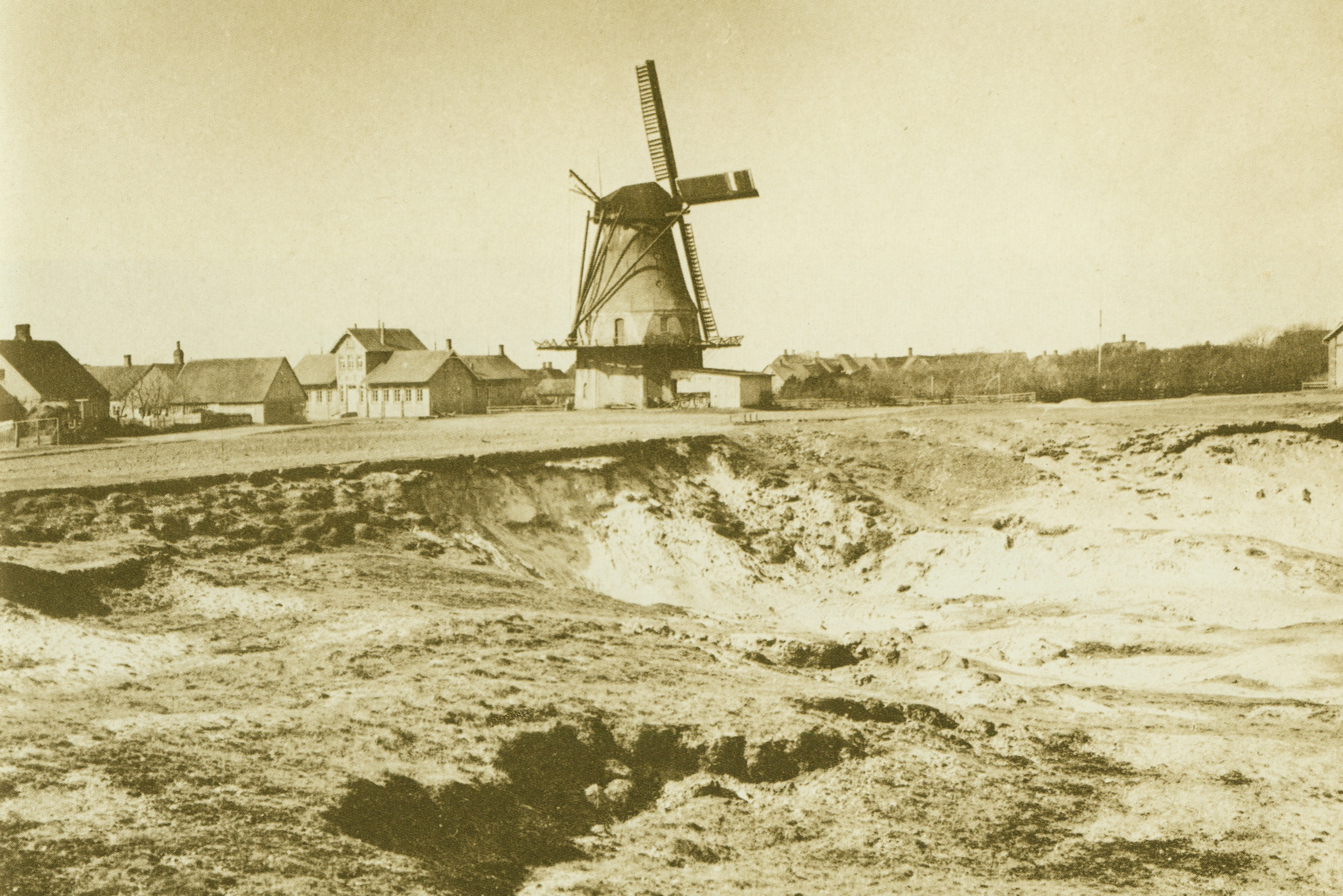
Il villaggio di Keitum nel 1894
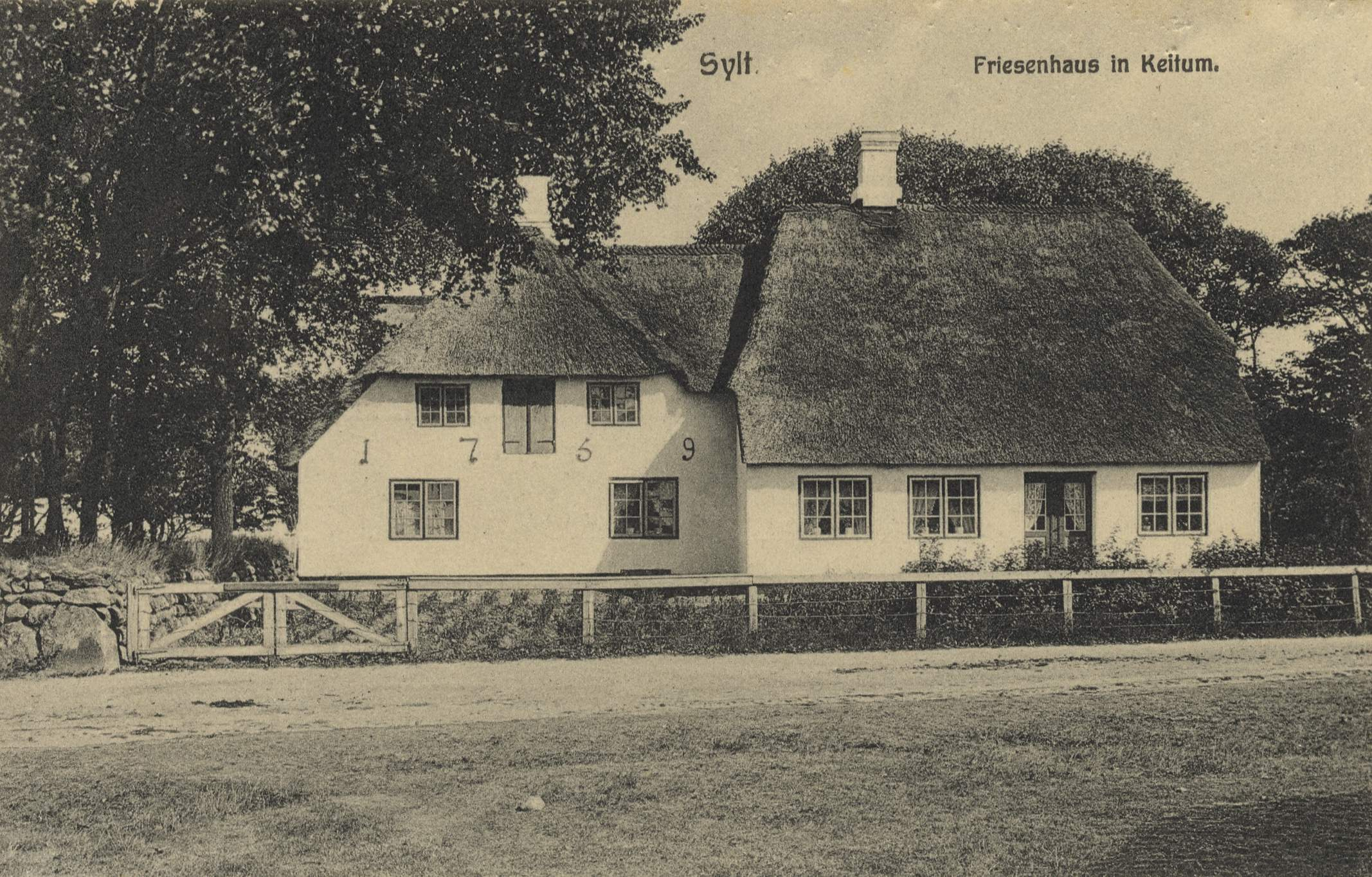
Tipica casa frisone di Keitum in una cartolina di inizio Novecento
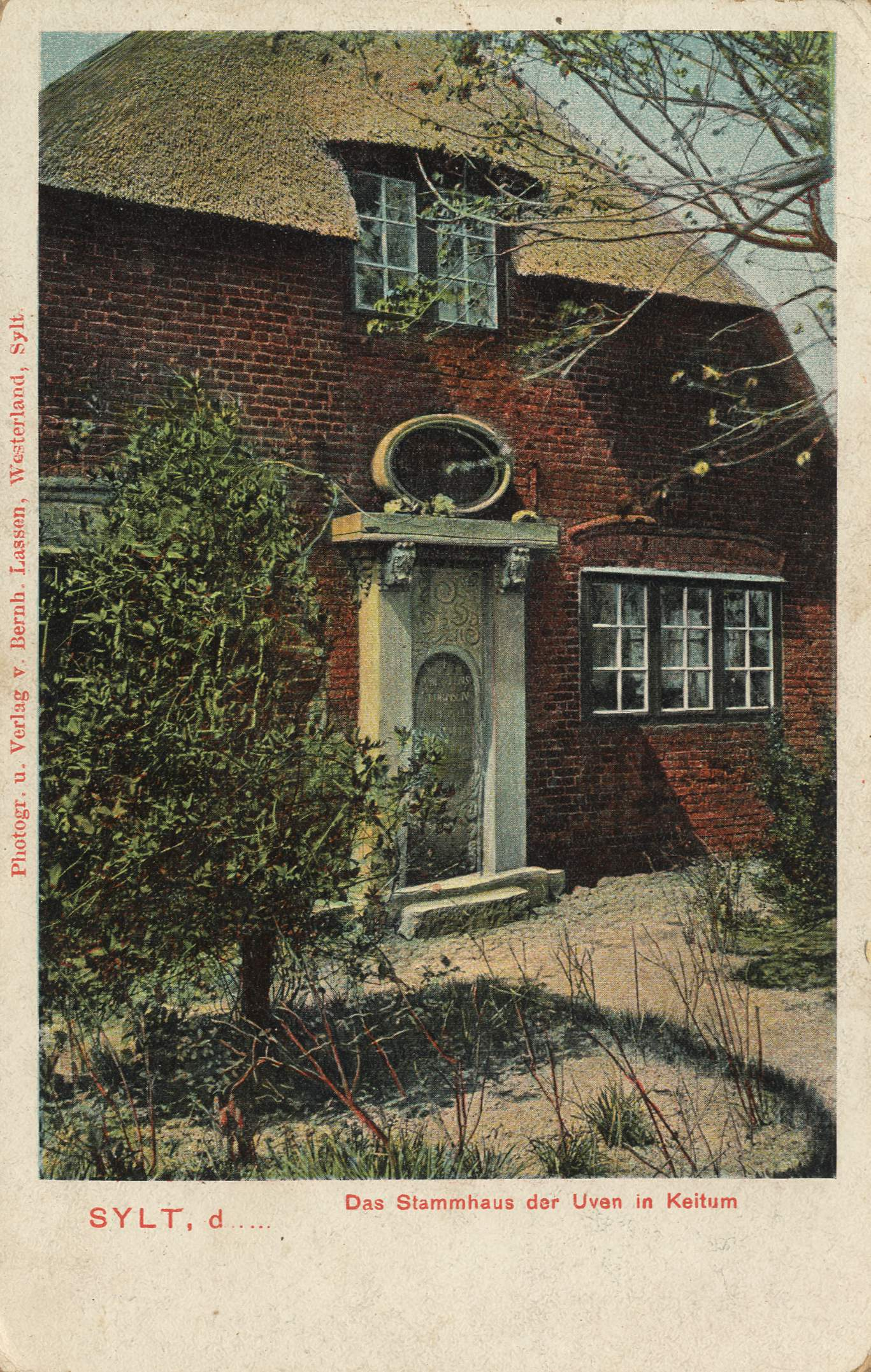
Altra tipica casa frisone di Keitum in una cartolina di inizio Novecento
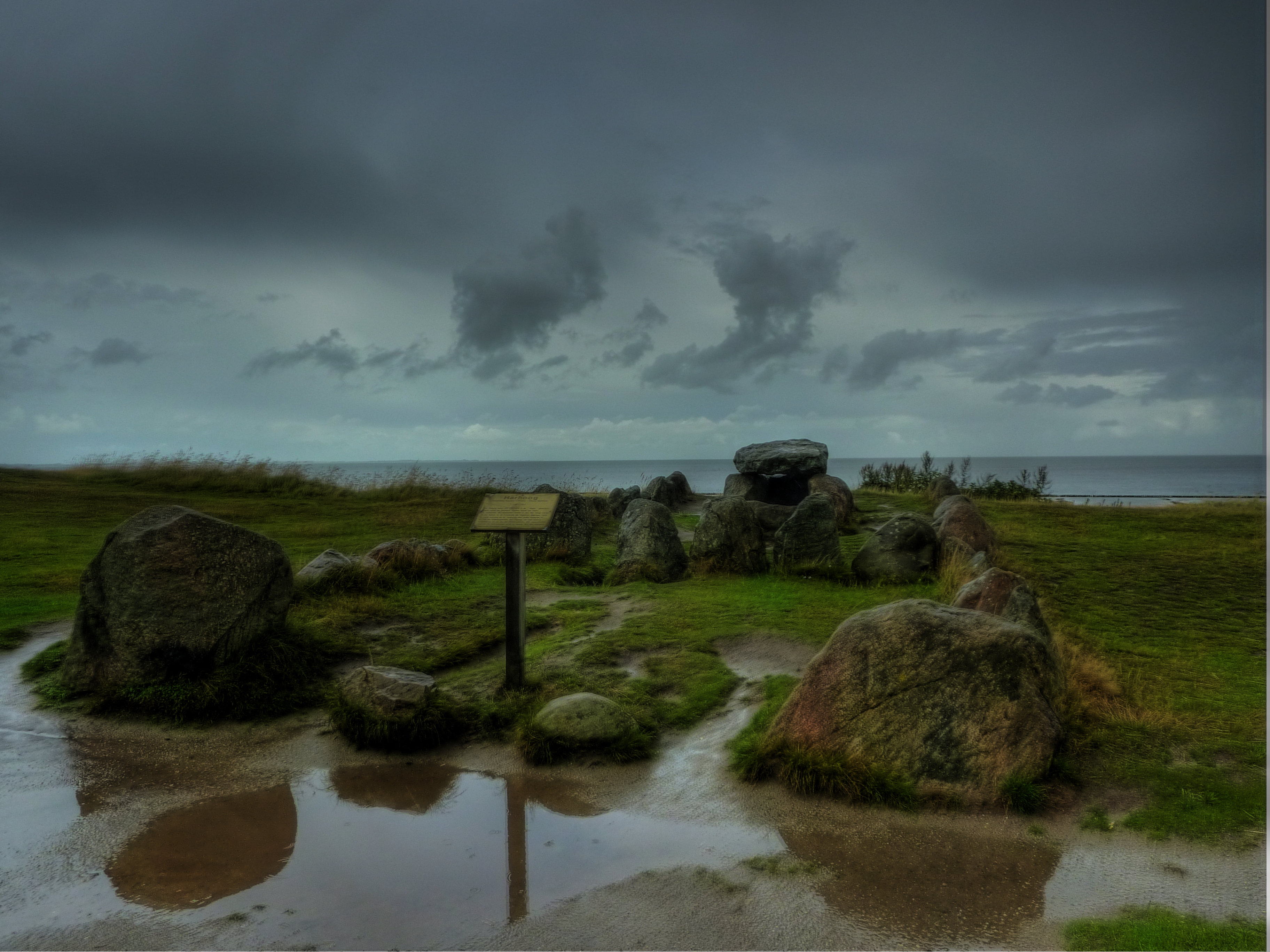
La Harhoog, camera sepolcrale risalente al Neolitico
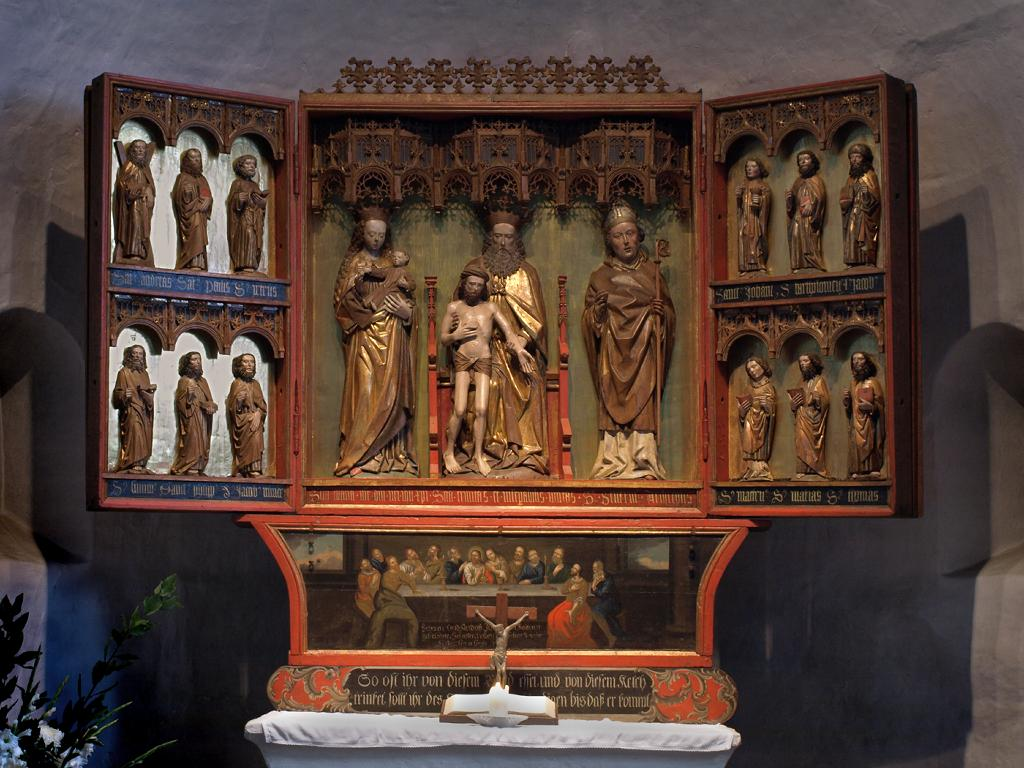
L'altare della Chiesa di San Severino